# 恰帕耶沃村委员会
恰帕耶沃村委员会（俄语：Чапаевский сельсовет）是俄罗斯联邦阿斯特拉罕州卡梅贾克区所属的一个村委员会。其下辖有1个居民点，行政中心为恰帕耶沃。据2015年统计，该村委员会的人口为420人。